# Rentgenová astronomie

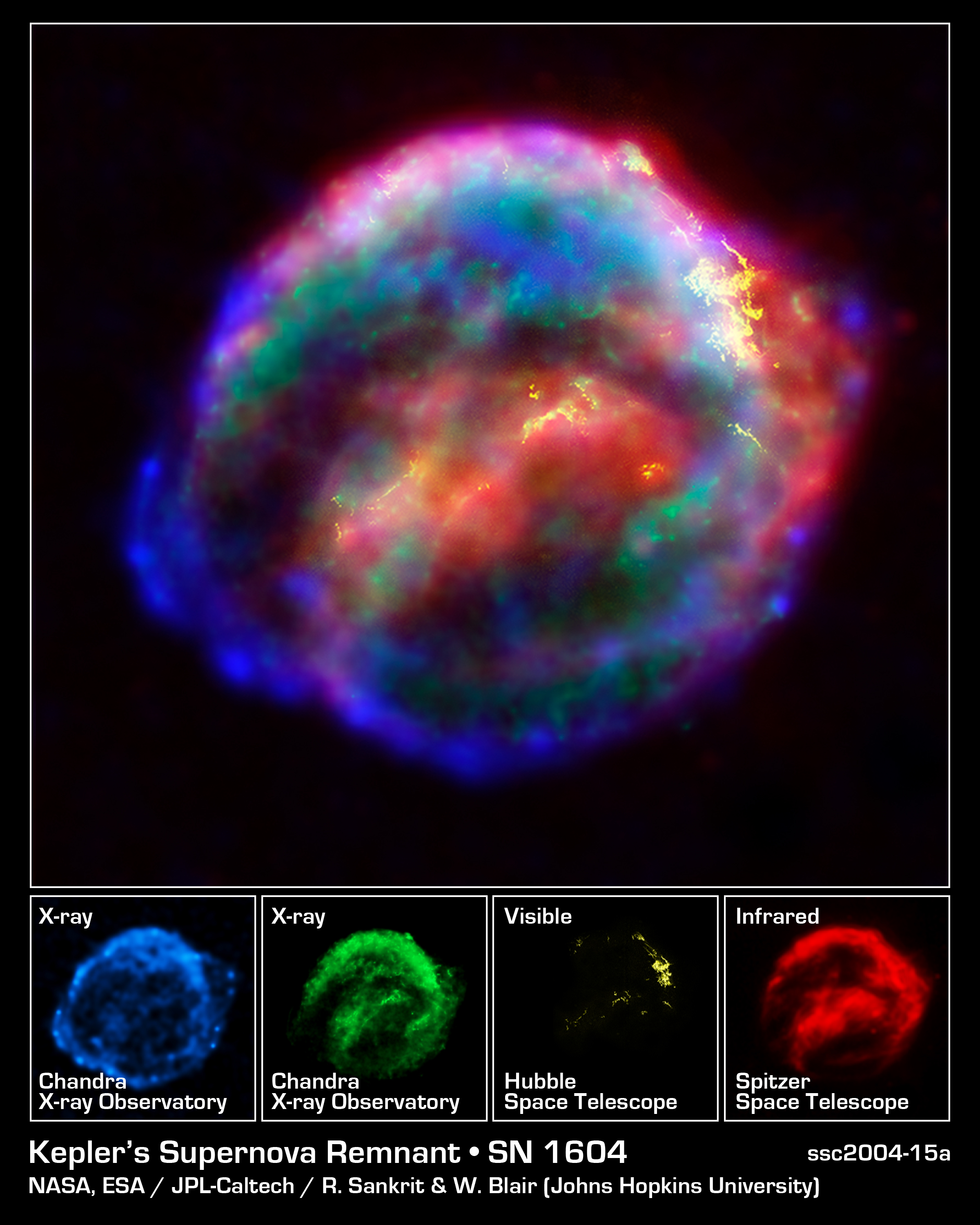
NGC 1604 v různých částech světelného spektra

Rentgenová astronomie je část astronomie zabývající se vesmírnými objekty, které vysílají rentgenové záření, tedy elektromagnetické vlnění o vlnové délce 0,1 nm až 10 nm. Nejčastějšími zdroji ve vesmíru jsou neutronové hvězdy, supernovy, mlhoviny vzniklé po výbuších supernov a černé díry, resp. akreční disky hmoty vtahované do černé díry.

## Objev rentgenového záření
Dne 8. listopadu 1895 objevil německý fyzik Wilhelm C. Röntgen (1845–1923) při experimentech s vakuovými trubicemi nový druh paprsků, které označil jako „paprsky X“. Dne 28. prosince téhož roku publikoval Röntgen článek s názvem „Nový druh paprsků: předběžné oznámení“ v časopise fyzikálně lékařské společnosti ve Würtzburgu. Paprsky našly ihned uplatnění v medicíně a také krystalografii. O vysvětlení podstaty rentgenového záření se zasloužil německý fyzik Max von Laue, který si rentgenové paprsky představoval jako elektromagnetické vlnění s malou vlnovou délkou. Roku 1912 publikoval Laue se svými spolupracovníky v Mnichově práci s názvem „Interferenční jevy s rentgenovými paprsky“. Dokázal tím vlnovou podstatu paprsků a položil základy strukturní rentgenové analýzy.

## Počátky rentgenové astronomie
K využití rentgenového záření v astronomii došlo mnohem později, neboť jeho detekce není možná na povrchu Země, kde je pohlcováno atmosférou. Pokusy tedy musely probíhat v horních vrstvách atmosféry, kde je vzduch mnohem řidší. První pokusy proběhly v září roku 1949, kdy Němci vypustili raketu V2, která nesla malý Geigerův-Müllerův počítač, a zachytili rentgenové záření Slunce. V roce 1959 navrhli Italové Bruno Rossi a Riccardo Giacconi rentgenový dalekohled a v následujících desetiletích jej úspěšně realizovali. První rentgenový zdroj mimo sluneční soustavu byl objeven 18. června 1962. Tým pod vedením Giacconiho vypustil raketu Aerobee, která detekovala silný rentgenový zdroj v souhvězdí Štíra (Sco X-1). Kromě raket se používaly i detektory umístěné na balónech, mezi jejich největší úspěch patří první přímé změření magnetické indukce hvězdy, konkrétně zdroje Her X-1.

## Rentgenové družice
Významným pokrokem v rentgenové astronomii bylo vypuštění sondy Uhuru 12. října 1970, od této doby bylo možné detekovat rentgenové zdroje po celé obloze. Giacconi dospěl k poznatku, že rentgenové zdroje se soustřeďují ve směru ke středu naší galaxie. Podařilo se identifikovat zdroj Cygnus X-1 jako binární systém, který se skládá z neutronové hvězdy a velmi hmotného temného objektu. Byla tak objevena první černá díra. V následujících letech docházelo k vypouštění dalších rentgenových družic, velmi významnou byla Einsteinova rentgenová observatoř (vypuštěna 1978), byla totiž jako první nositelkou rentgenového dalekohledu. Družice ROSAT vypuštěná roku 1990 německými astronomy za přispění Britů a Američanů zdvojnásobila počet tehdy známých zdrojů (asi 160 000). Kromě klasických rentgenových zdrojů detekovala ROSAT i rentgenové záření Měsíce a komety Hyakutake. Zatím poslední výzkumy provádějí družice XMM-Newton a Chandra. S těmito družicemi jsou spojeny i CCD detektory (detailní studium spekter zbytků po výbuších supernov) a spektroskopy.

## Rentgenová technologie
Rakety používané v počátcích rentgenové astronomie umožňovaly pouze krátké pozorování v řádu minut pomocí Geiger-Müllerových počítačů. Atmosférické balóny měly pozorovací dobu mnohem delší, mohly ovšem detekovat záření pouze s vyšší energií, neboť se mohly vyskytovat jen v poměrně malých výškách. Mnohem přesnější zařízení k zaznamenání rentgenového záření, než je Geigerův počítač, je rentgenový dalekohled. Tyto dalekohledy se musí vypořádat s tím, že se rentgenové paprsky téměř nelámou a k úplnému odrazu dochází až při téměř tečném dopadu vzhledem k materiálu. Odrazné plochy dalekohledu se proto potahují tenkou vrstvou kovu s vysokou elektronovou hustotou (Ni, Au, Pt, Ir). Při konstrukci těchto dalekohledů se používá třech typů Wolterova řešení. Wolterův typ I je konstrukčně jednoduchý, nejčastěji používaný (na družicích Einsteinova rentgenová observatoř, ROSAT, XMM-Newton, Chandra). Je tvořen paraboloidními segmenty (primární zrcadla), hyperboloidními segmenty (sekundární zrcadla) se společnou osou a ohnisky. Wolterův typ II je tvořen podobnými segmenty, k odrazu paprsků však dochází vně. Má také větší ohniskovou vzdálenost než typ I. Wolterův typ III je tvořen paraboloidními a elipsoidálními segmenty, ještě nebyl použit při konstrukci dalekohledu.

## Vznik rentgenového záření
Ve vesmíru se na vzniku rentgenového záření podílí následující procesy:
- brzdné záření (bremsstrahlung) – vyzáření na úkor kinetické energie nabitých částic
- synchrotronové záření – záření urychlených elektronů v magnetickém poli
- termální záření – pro teploty převyšující miliony stupňů
- inversní Comptonův rozptyl – rozptyl světla na relativistických elektronech
- "odraz" vysoko-energetického záření, fluorescence